# Pfarrkirche Frankenau

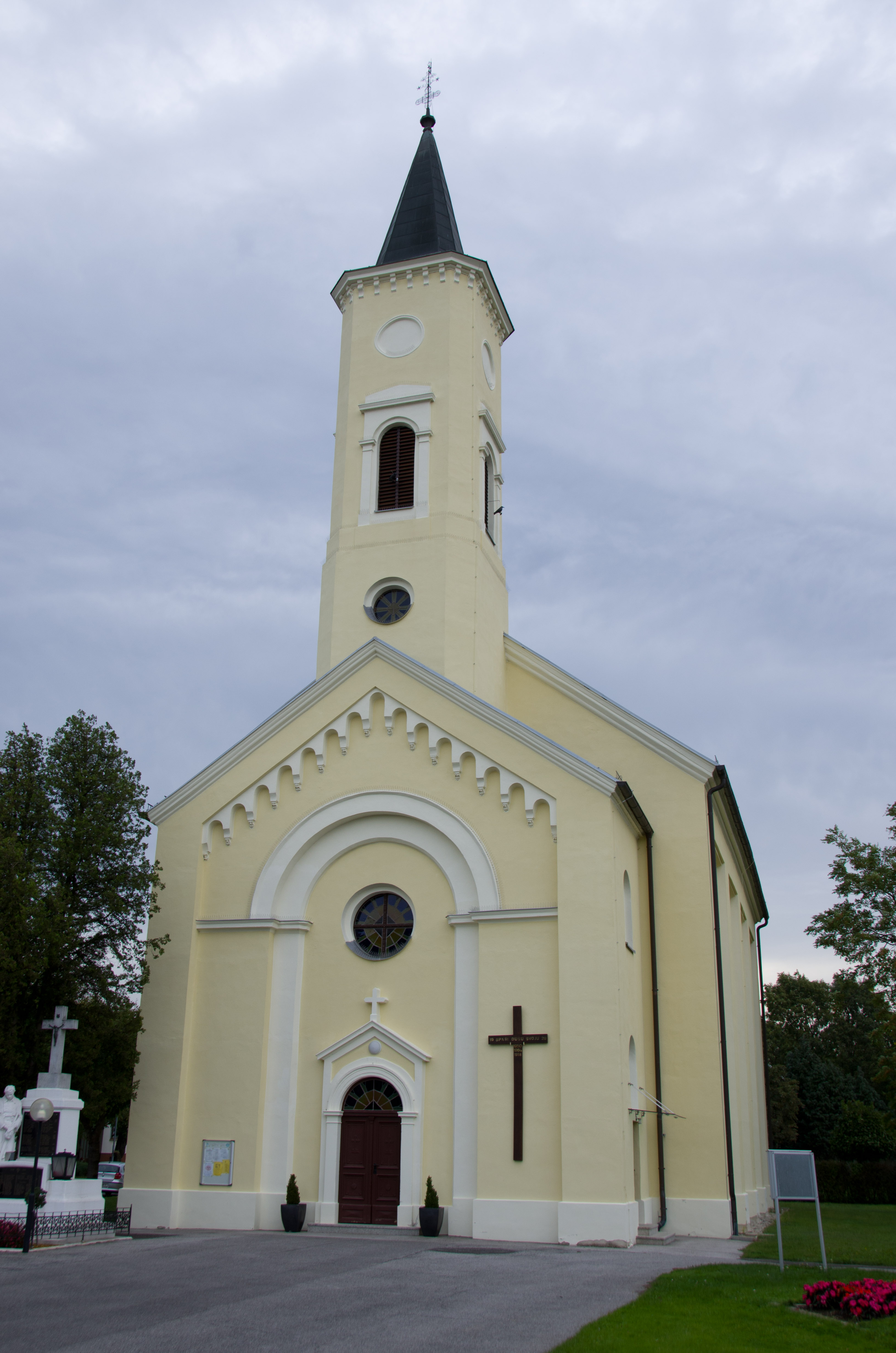
Pfarrkirche Frankenau

Die römisch-katholische Pfarrkirche Frankenau steht auf dem Breitanger von Frankenau (kroatisch Frakanava, ungarisch Frankó) der Gemeinde Frankenau-Unterpullendorf im Bezirk Oberpullendorf im Burgenland. Sie ist dem Fest Allerheiligen geweiht und gehört zum kroatischen Dekanat Großwarasdorf.

## Geschichte
Die Kirche war bereits um 1400 Pfarre. Der heutige neuromanische Bau wurde 1877 errichtet. Eine Restaurierung erfolgte 1975.

## Architektur und Ausstattung
Die neuromanische Kirche hat einen eingezogenen Chor mit Rundapsis. Der Westturm hat einen Spitzhelm. Das Kirchenschiff ist ein großer, einjochiger, nüchterner Raum. Es ist mit einer Tonne mit Stichkappen überwölbt. Die dreiachsige Empore liegt auf einem Platzlgewölbe.
Der Hochaltar wurde in Formen der Neorenaissance errichtet. Die Seitenfiguren stellen den heiligen Petrus und den heiligen Paulus dar. Der Hochaltar wurde im 18. Jahrhundert geschaffen und später verändert. Die beiden Seitenaltäre sind neoromanisch.
Die Glocke wurde 1727 von Josev Dival in Wien gegossen.